# ولسوالی زاری
زاری یکی از ولسوالی‌های ولایت بلخ در شمال افغانستان است با جمعیت نزدیک به ۴۲٬۶۰۰ نفرکه بیشترین نفوس ان را طبقه سادات مرغزار تشکیل میدهد. این ولسوالی متشکل از پنچ بخش میباشد: مرغزار؛بلوچ، امرخ، عبدالگان و زاری.